# Tentative de coup d'État de 1955 au Yémen
 (janvier 2024).
La tentative de coup d'État de 1948 au Yémen était un coup d'État manqué au cours duquel des soldats dirigés par le colonel Ahmad Yahya al-Thulaya (en) ont tenté de renverser l'imam Ahmed ben Yahya, qui dirigeait le royaume mutawakkilite du Yémen depuis 1948.

## Contexte
En 1948, le coup d'État d'al-Wazir (en) a tenté de renverser la dynastie dirigeant le royaume et a réussi à assassiner l'imam Yahya Mohammed Hamid ed-Din, le père d'Ahmed ben Yahya. Environ 5 000 personnes ont été tuées lors du coup d'État, qui s'est soldé par la reprise du contrôle par les forces loyalistes et par la nomination d'Ahmed en tant qu'imam.
En 1954, Ahmed a nommé son fils aîné Mohammed al-Badr prince héritier. Cependant, le frère cadet d'Ahmed, al-Hassan, a publiquement critiqué son choix d'al-Badr, conduisant à des affrontements entre partisans des deux rivaux. Le roi Saoud d'Arabie saoudite a tenté de servir de médiateur entre les factions rivales, faisant pression pour la reconnaissance d'al-Badr.
C'est dans cet environnement tendu que le colonel al-Thulaya a décidé de lancer un coup d'État, avec l'intention de placer un autre fils de l'imam, Abdullah, sur le trône.

## Déroulement
En mars 1955, Al-Thulaya, qui avait reçu une formation militaire en Irak, a ordonné à ses troupes d'encercler le palais de l'Imam sur la place Al Urdi, dans la capitale du royaume, Ta'izz. Il a insisté pour que l'imam abdique en faveur de son demi-frère Abdullah, le ministre des Affaires étrangères.
L'imam Ahmad a accepté, mais a secrètement commencé à racheter les soldats rebelles, réduisant leur nombre de 600 à 40 en cinq jours. Il est ensuite sortit du palais en brandissant un cimeterre, tuant deux hommes avant de se retirer dans le palais. Échangeant l'épée contre une mitraillette, il a mené ses gardes dans une attaque contre les soldats restants. Vingt-trois rebelles et un garde du palais ont été tués, et Abdullah et al-Thulaya ont tenté de fuir. Ce dernier a tenté de s'enfuir vers Aden, qui était sous domination britannique, mais a été capturé par les forces tribales fidèles à l'Imam et renvoyé à Ta'izz.

## Conséquences
Al-Thulaya a été décapité sur la place Shuhada à Ta'izz, et Abdullah a également été exécuté. D'autres participants à la tentative de coup d'État ont été emprisonnés, dont plusieurs ont ensuite joué un rôle clé dans le succès de la révolution de 1962.
À la suite du coup d'État, les écoles militaires du Yémen ont été fermées. Cependant, les militaires ont continué à comploter contre le régime de l'Imam et, en 1962, un coup d'État mené par Abdallah al-Sallal (qui, comme al-Thulaya, était un officier de l'armée formé en Irak dans les années 1930) a réussi à renverser la monarchie.